# Presagio di morte (film)
Presagio di morte (Fathers & Sons) è un film del 1992 diretto da Paul Mones